# Вилланова-Монферрато
Вилланова-Монферрато (итал. Villanova Monferrato) — коммуна в Италии, располагается в регионе Пьемонт, в провинции Алессандрия.
Население составляет 1775 человек (2008 г.), плотность населения составляет 107 чел./км². Занимает площадь 17 км². Почтовый индекс — 15030. Телефонный код — 0142.
Покровителями коммуны почитаются Пресвтая Богородица, празднование 16 июля, и святой Емельян .

## Демография
Динамика населения:

## Администрация коммуны
- Официальный сайт: http://www.comune.villanovamonferrato.al.it/